# Batalha de Avaí

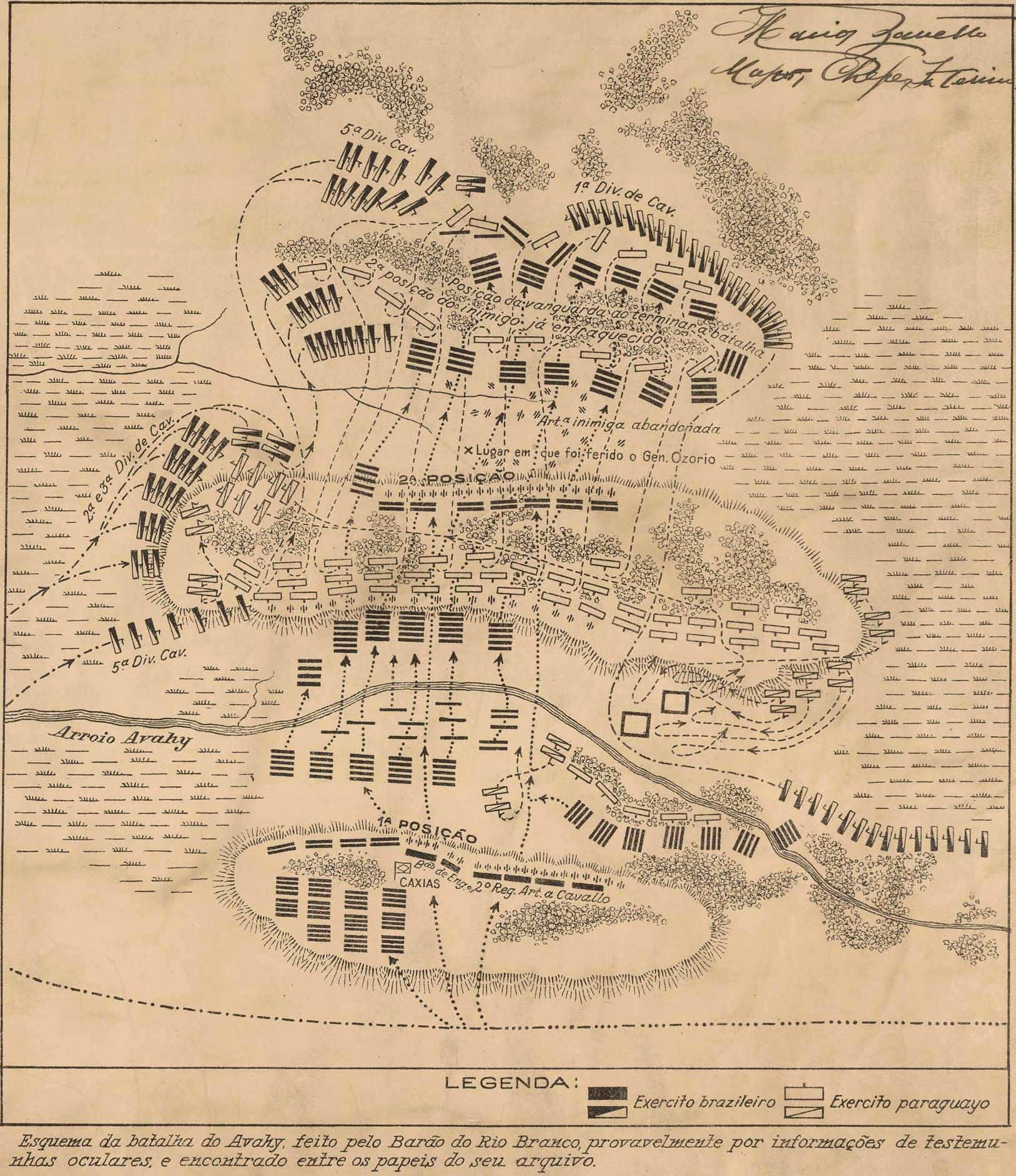
Mapa da Batalha do Avaí.

A batalha do Avaí foi travada junto ao arroio de mesmo nome, em território paraguaio, em 11 de dezembro de 1868, durante a Guerra da Tríplice Aliança (1864-1870), entre as forças da Tríplice Aliança e as do Paraguai.
Foi um dos combates travados na fase do conflito denominada como Dezembrada, quando se registrou uma série de vitórias obtidas por Duque de Caxias naquele mês, ao evoluir em direção ao Sul para tomar Piquissiri pela retaguarda, a saber: batalhas de Itororó, Avaí, Lomas Valentinas e Angostura. Além da presença de Caxias, General Osório também participou da batalha.
Durante a refrega, a força paraguaia bateu-se com tenacidade, mas foi envolvida por um movimento de flanco e destroçada. Apenas 100 paraguaios, incluindo o general Bernardino Caballero, conseguiram escapar. A tradição oral paraguaia narra a participação de centenas de mulheres entre os combatentes.

## Antecedentes
Em março de 1868, grande parte das forças paraguaias deixou a Fortaleza de Humaitá para organizar uma linha de defesa na margem do Rio Tebicuary. Enquanto o 2º Corpo do Exército brasileiro começava a cercar Humaitá, defendido pelo coronel Francisco Martínez, o 1º e 3º Corpo do Exército brasileiro e uma divisão uruguaia, seguiu as ordens de Luis Alves de Lima e Silva, Duque de Caxias e, começou lentamente a perseguição do exército paraguaio sob o comando do marechal Francisco Solano López.
Porém, López abandonou sua nova posição e foi rumo à Assunção defender a linha de Piquissiri, 130 km ao sul de Assunção e 200 ao norte de Humaitá, estabelecendo sua nova sede em Lomas Valentinas.
O atraso de Caxias permitiu que López fortificasse a linha de Piquissiri. Finalmente, o 3º Corpo Brasileiro iniciou o avanço, enquanto uma divisão do esquadrão subia pelo rio para acompanhar a marcha. Por sua vez, o Exército Argentino, comandado pelo general Juan Andrés Gelly y Obes, foi autorizado a marchar para Palmas, em frente às linhas inimigas.
Tanto Caxias, quanto Gelly e Obes desconsideraram fazer um ataque frontal na linha de Piquissiri e decidiram realizar manobras de flanco. O general argentino, priorizando a agilidade das operações, propôs que mantivessem uma divisão em Palmas, segurando a frente paraguaia, enquanto a maior parte movia-se em direção a San Antonio, de onde marchariam para o sul. Caxias temia enfrentar a passagem fortificada de Angostura, então decidira cercar pelo leste, onde seria acompanhado por uma operação de desembarque, mas neste caso, como uma ação secundária e arriscando forças menores.
Em 23 dias, improvisaram uma estrada com troncos de palmeiras, onde a maior parte das tropas foi conduzida pelo Chaco ao norte, por meio de estuários, lagoas e riachos, e em plena estação chuvosa. Paralelo a isso, os navios de batalha passaram por Angostura sem problemas e desembarcaram suas tropas em San Antonio, onde ficaram esperando a divisão que avançava, através do Chaco, que chegou em 4 de dezembro.
As forças expedicionárias foram divididas em três corpos, o primeiro sob comando de Jacintho Machado Bittencourt, a 2º Corpo do Exército, foi comandado por Alexandre Gomes de Argolo Ferrão Filho, e o terceiro foi sob o comando de Manuel Luis Osório, Marquês do Herval. O Marquês de Caxias também desembarcou, que instalou seu posto de comando em San Antonio.
Em 6 de dezembro de 1868, a vanguarda paraguaia comandada pelo general Bernardino Caballero, enfrentou as forças do Império do Brasil na Batalha de Itororó, e depois da luta, recuaram para Villeta, passaram pelo riacho de Ypané e ficaram em um local de difícil acesso, onde as tropas puderam descansar.

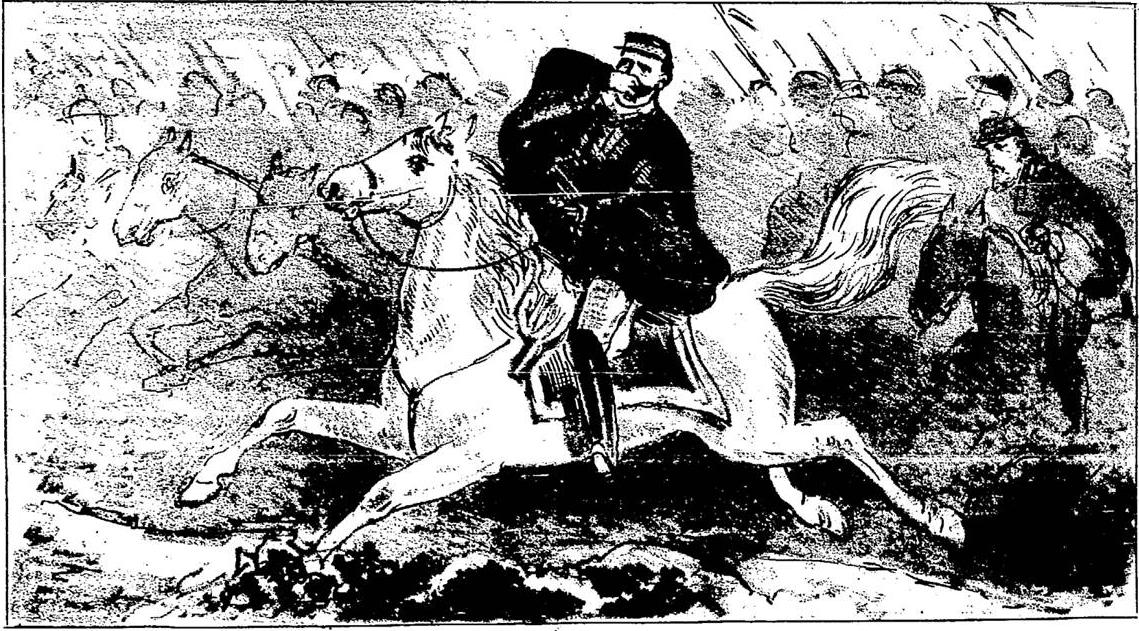
O General Osório, apesar de ferido no maxilar inferior esquerdo por uma bala de fuzil, continua a frente de sua cavalaria.

## Movimentos prévios
As tropas paraguaias continuaram acampadas na estrada de Villeta, em posição vantajosa, em comparação com a vanguarda brasileira.
Caxias decidiu contornar as alas das posições inimigas — à direita de Caballero — para forçar a mudança da sua frente e isolá-lo e, em 7 de dezembro, realizou uma contra-marcha para o leste até o 3º e 2º corpo. Enquanto o primeiro corpo, sob o comando do general José Luis Mena Barreto permaneceu de frente para as posições paraguaias, a maior parte seguiu a estrada de Capiatá até sua junção com San Antonio e Guarambaré.
Porém, Caballero não se deixou enganar e, depois de enviar guerrilheiros para atacar a vanguarda brasileira, recuou para o sul, acampando à beira da estrada, entre Villeta e Guarambaré. López ordenou a Caballero que se posicionasse ao pé de uma colina, na margem do rio Avaí. Apesar de ter sido contra a opinião, Caballero, que considerava a posição indefensível (contra forças superiores e artilharia), preferia se afastar e se preparar em Lomas Valentinas, mas Solano López insistiu em defender o cargo secundado pelo Coronel Germán Serrano, segundo de Caballero.
Ao amanhecer em 9 de dezembro de 1868, as forças que permaneceram na ponte de Itororó encontraram-se com o resto do exército imperial, que começaram a marcha em direção ao porto Ypané, na margem esquerda do rio Paraguai, onde Caxias esperava que acionassem as forças adicionais. A vanguarda comandada por João Niederauer Sobrinho, com cerca de 800 cavalheiros, um batalhão de engenheiros e, uma brigada de infantaria com 4 peças de artilharia, foi seguido pelo 3º Corpo do Exército com 4 peças de artilharia, o segundo com 8 pedaços e o primeiro com muitos outros, fechando a marcha a retaguarda com uma brigada de cavalaria.

## Batalha do Avaí
De acordo com as instruções recebidas, Caballero ocupou sua nova posição na margem esquerda da corrente de Avaí, onde recebeu um reforço de um regimento de cavalaria e um batalhão de infantaria de Villeta, reunindo uma força de 5 593 homens com 18 peças de artilharia. Nesse ponto, o Avaí corre no centro de um grande vale delimitado por duas extensas colinas. Ao avançar em frente ao passe, Caballero organizou suas tropas formando brigadas em semicírculos na parte de trás da artilharia, a escassa reserva permaneceu sob as ordens diretas dele.